# Dhimal
Dhimal (nepalski: धिमाल) – gaun wikas samiti w środkowej części Nepalu w strefie Narajani w dystrykcie Makwanpur. Według nepalskiego spisu powszechnego z 2001 roku liczył on 1080 gospodarstw domowych i 6726 mieszkańców (3291 kobiet i 3435 mężczyzn).